# Aero 1500
Der Aero 1500 war ein tschechoslowakisches Automobil, das Aero im Jahr 1934 baute.
Dabei wurden Fahrgestell und Karosserie des Aero 18 (Modell 1934) im Motorbereich um 12 cm verlängert. Gleichzeitig wurden zwei 750-cm³-Motoren zu einem Vierzylinder gekoppelt. Die Höchstgeschwindigkeit betrug 130 km/h.
Der Aero 1500 wurde zu Rennzwecken entwickelt.

## Motorsport
Bei den 1000 Meilen der Tschechoslowakei im Juni 1934 war Eliska Slavikovà auf Aero 1500 Klassensiegerin bis 1500 cm³.